# Hindús de Moçambic
Els hindús de Moçambic formen la sisena major comunitat de la diàspora hindú a Àfrica, d'acord amb les estadístiques del Ministeri d'Afers Exteriors de l'Índia. Aproximadament 70.000 persones d'ascendència índia resideixen a Moçambic, així com 870 hindús expatriats.

## Orígens
Els lligams de l'Índia amb Moçambic es remunten més de mig mil·lenni. Els comerciants hindús musulmans de la regió Malabar del sud de l'Índia controlaven les rutes comercials de l'oceà Índic, portant-los cap amunt i avall de la costa d'Àfrica Oriental; Vasco da Gama també va trobar comerciants hindús a Moçambic quan va pagar la primera visita als ports portuguesos pel 1499. Pel 1800 els comerciants vaïxyes de Diu s'havien assentat a l'illa de Moçambic; en cooperació amb els carregadors portugueses, eren actius en el comerç atlàntic d'esclaus. Els comerciants musulmans de l'estat de Kutch, estretament aliats amb el sultà d'Oman, van començar a expandir les seves activitats al Sud-est d'Àfrica en 1840, quan el Sultanat va reubicar la residència del govern de Zanzíbar; també compraven i venien esclaus a Moçambic, però desplaçaren el comerç cap a l'ivori sota la pressió dels britànics. També comerciaven amb anacards.
Van començar a arribar més gujaratis a Moçambic des de Sud-àfrica en l'última meitat del segle xix, també com petits comerciants o empleats de les grans empreses comercials de l'Índia. Els hindús de Diu i els musulmans sunnites de Daman també hi arribaren com a manobres i paletes. La migració de tots els asiàtics es va suspendre oficialment en 1899 a causa d'un brot de pesta, atribuïda als indis; fins i tot després de la relaxació de la restricció en 1907, els asiàtics que volien migrar a la colònia van haver de pagar una quota de desembarcament de 3.000 reals al seu port d'arribada. No obstant això, amb la creixent de l'hostilitat a la presència índia a Sud-àfrica després de 1911, cada vegada més gujaratis que havien previst originalment instal·lar-se a Sud-àfrica es desviaren al nord de Moçambic, especialment a l'àrea al voltant de badia Delagoa.

## La Gran Depressió i la Segona Guerra Mundial
Els comerciants hindús d'anacards van seguir prosperant fins i tot durant la Gran Depressió de 1929-1934, ja que el preu dels anacards es va mantenir estable. Tanmateix la migració fou novament aturada a causa de les restriccions posades en marxa pel govern portuguès, que no sols va aturar la immigració, sinó que també va impedir el retorn dels subjectes britànics de l'Índia residents a Moçambic, que es trobaven fora del país en el moment que es va implantar la nova normativa de migració. Les protestes britàniques van tenir poc efecte. Això va produir un canvi significatiu en els patrons d'assentament; mentre que molts migrants indis tenien estatut de residents temporals, deixant a les seves famílies a l'Índia mentre que van fer negocis a l'estranger, aleshores van portar les seves dones i fills a Moçambic, tallant d'aquesta manera una mica més els seus vincles amb el seu país d'origen.
D'altra banda, en comptes d'indigenització els portuguesos van posar quotes que requerien que les empreses havien de donar treball a dos ciutadans portuguesos per cada treballador no indígena. Els hindús eludiren les regulacions acomiadant als treballadors que no els eren de confiança i fent als altres socis, i per això no comptaven en el nombre total d'empleats. Algunes de les grans empreses comercials acabaren per cedir i va contractar empleats lusoafricans, generalment dones com a dependentes de comerç, o contractaven treballadors dels enclavaments portuguesos a l'Índia, mentre que altres van continuar burlant la normativa. Aquesta estratègia seria suficient durant la Segona Guerra Mundial, ja que la neutralitat oficial de Portugal significava que els vaixells portuguesos es van mantenir al marge del conflicte i el volum de comerç va augmentar.Pereira Bastos 2005, p. 290-292 Tot i que el preu dels anacards va caure, no va afectar els magatzemistes i exportadors; els proveïdors van ser els més afectats, sovint deixaren els negocis i tornaren a la feina remunerada.

## Post-guerra i independència
En 1948 el govern es va oposar a l'estratègia hindú de reclassificar els empleats com a socis en exigir que els socis també es tinguessin en compte per al nombre total d'empleats a l'efecte de calcular la quota racial. Tanmateix la dècada del 1950 van veure novament noves pujades dels preus de l'anacard, de manera que les empreses índies van seguir prosperant. A finals de la dècada, 12.000 hindús vivien al país.
| Any                             | Europeus | Hindús |
| ------------------------------- | -------- | ------ |
| 1928                            | 17.842   | 8.475  |
| 1940                            | 27.438   | 9.147  |
| 1950                            | 48.213   | 12.630 |
| 1955                            | 65.798   | 15.235 |
| 1960                            | 97.245   | 17.241 |
| Font: Anuario Estatistico, 1973 |          |        |

La independència i partició de l'Índia de 1947 havien portat amb si una opció per als asiàtics del sud de Moçambic: la nacionalitat pakistanesa, o la de la República de l'Índia. La majoria dels hindús, així com alguns musulmans, van triar la ciutadania índia. Alguns dels comerciants més grans també van aprofitar d'una tercera opció, la retenció de la nacionalitat britànica. Finalment, molts registraren els seus fills nascuts a Moçambic com a ciutadans portuguesos. Aquestes opcions no trigarien a arribar a tenir gran importància política. En resposta a l'annexió de Goa de 1961 els portuguesos van internar tots els nacionals de l'Índia a Moçambic en camps de concentració i congelaren els comptes bancaris per ordre del dictador portuguès António de Oliveira Salazar. Encara que ostensiblement ho van fer per a la seva protecció, de fet, el portuguesos esperaven fer servir la seva llibertat com a moneda de canvi a canvi de la llibertat dels 3.200 portuguesos que havien estat capturats a Goa. Entre altres efectes, això va estimular molts dels musulmans que havien triat inicialment la nacionalitat índia a canviar-la per la pakistanesa.
Un nombre significatiu d'hindús fins i tot es va enfrontar a l'expulsió del país, encara que els caps de les empreses comercials més grans es van salvar d'aquesta sort a causa de les seves relacions simbiòtiques amb l'elit portuguesa: comerciaven llibertat econòmica per suport polític. Fins i tot després del cessament de les hostilitats a Goa, els nacionals de l'Índia a Moçambic van continuar sent objecte de restriccions pel govern colonial. Alguns van triar re-assentar-se a d'altres països del sud-est d'Àfrica. Més tard, en la dècada de 1970, quan va començar el procés de descolonització alhora que s'acostava el final del domini portuguès, els asiàtics meridionals van començar a sortir del país en major nombre; la sortida va ser especialment significativa entre els ismaelites, qui foren instats a sortir per l'Aga Khan IV. Alguns van tornar al Pakistan o l'Índia, mentre que altres es restabliren a Portugal.
Per contra, una gran proporció dels sunnites i hinduistes es van quedar a Moçambic després de la independència. Amb la creixent socialització de l'economia, van haver d'emprar legalment estratègies marginals per romandre en el negoci i per enviar fons a l'exterior, com ara sol·licitar als seus proveïdors a l'estranger que els facturés per més de la quantitat de béns venuts. Un patró típic era que a un dels membres de la família se li demanés de fer un sacrifici i romandre al país per fer front als perills de continuar els negocis, mentre que els altres es van traslladar als països veïns, a Portugal, o de tornada a Àsia del Sud.